# Bessy-sur-Cure
Bessy-sur-Cure ist eine französische Gemeinde mit 185 Einwohnern (Stand 1. Januar 2022) in der Region Bourgogne-Franche-Comté (vor 2016 Burgund) im Département Yonne. Sie ist dem Kanton Joux-la-Ville (bis 2015 Vermenton) und dem Arrondissement Auxerre zugeteilt. 

## Geographie
Bessy-sur-Cure liegt 29 Kilometer südsüdöstlich von Auxerre an der Cure, die die Gemeinde im Osten begrenzt. Umgeben wird Bessy-sur-Cure von den Nachbargemeinden Deux Rivières im Norden, Vermenton im Norden und Nordosten, Lucy-sur-Cure im Osten und Nordosten, Arcy-sur-Cure im Süden und Osten, Mailly-la-Ville im Südwesten, Sery im Westen sowie Prégilbert im Nordwesten.

## Bevölkerungsentwicklung
| Einwohner                 | 160 | 148 | 152 | 136 | 122 | 121 | 159 | 185 |
| Quelle: Cassini und INSEE |     |     |     |     |     |     |     |     |

## Sehenswürdigkeiten
- Kirche Saint-Étienne